# Đường sức từ
Đường sức từ trường là một quỹ tích được định nghĩa bởi một trường vector và một điểm bắt đầu bên trong miền từ. Đường sức từ được vẽ trong từ trường sao cho tiếp tuyến với nó tại mỗi điểm trùng với vectơ cảm ứng từ tại điểm đó
Có thể quan sát hình dạng của những đường sức từ bằng thí nghiệm từ phổ.

## Các ví dụ về đường sức từ

### Đặc điểm đường sức từ của nam châm thẳng
- Bên ngoài nam châm, đường sức từ là những đường cong, hình dạng đối xứng qua trục của thanh nam châm, có chiều đi ra từ cực bắc và đi vào cực Nam.
- Càng gần đầu thanh nam châm, đường sức từ càng nhanh hơn (từ trường càng mạnh hơn).

### Đặc điểm đường sức từ của nam châm chữ U
- Bên ngoài nam châm, đường sức từ là những đường cong có hình dạng đối xứng qua trục của thanh nam châm chữ U, có chiều đi ra từ cực Bắc và đi vào cực Nam.
- Càng gần đầu thanh nam châm, đường sức từ càng nhanh hơn (từ trường càng mạnh hơn).
- Đường sức từ của từ trường trong khoảng không gian giữa hai cực của nam châm hình chữ U là những đường thẳng song song cách đều nhau. Từ trường trong khu vực đó là từ trường đều.